# Tjerkasy centralstadion
Tjerkasy centralstadion (ukrainska: Центральний стадіон Черкаси) är ett fotbolls- och friidrottsstadion i den ukrainska staden Tjerkasy. 
Stadion byggdes 1957 och fick först namnet DST Kolhodpnik (ryska: ДСТ Колгоспник), men blev 1958 uppkallad efter Lenin Komsomol (ryska:ім. Ленінського комсомолу). I början av 1990-talet fick det sitt nuvarande namn Tjerkasy centralstadion. och har idag har en publikkapacitet på 10 321 åskådare. 
Stadion har renoverats vid flera tillfällen senast 2007 och 2014 då nya moderna löparbanor anläggs.
Stadion var hemmaplan för bl.a. FK Tjerkasy Dnipro (ukrainska:ФК Черкаський Дніпро) tidigare FK Slavutytj Tjerkasy (ukrainska: Футбольний клуб «Славутич») som spelar i Ukrainas 2:a liga Persha Liha. Numera har även amatörlaget Hodak FK Tjerkasy som är stadens nästbästa fotbollslag stadion som hemmaplan.
Tjerkasy centralstadion är en del av ett större sportkomplex med simhall, ishall, utomhus bollbanor, modellbilbana med mera. 
På området finns en av stadens cirkusplatser där omkringresande cirkusar håller sina föreställningar.